# Alacher Höhe

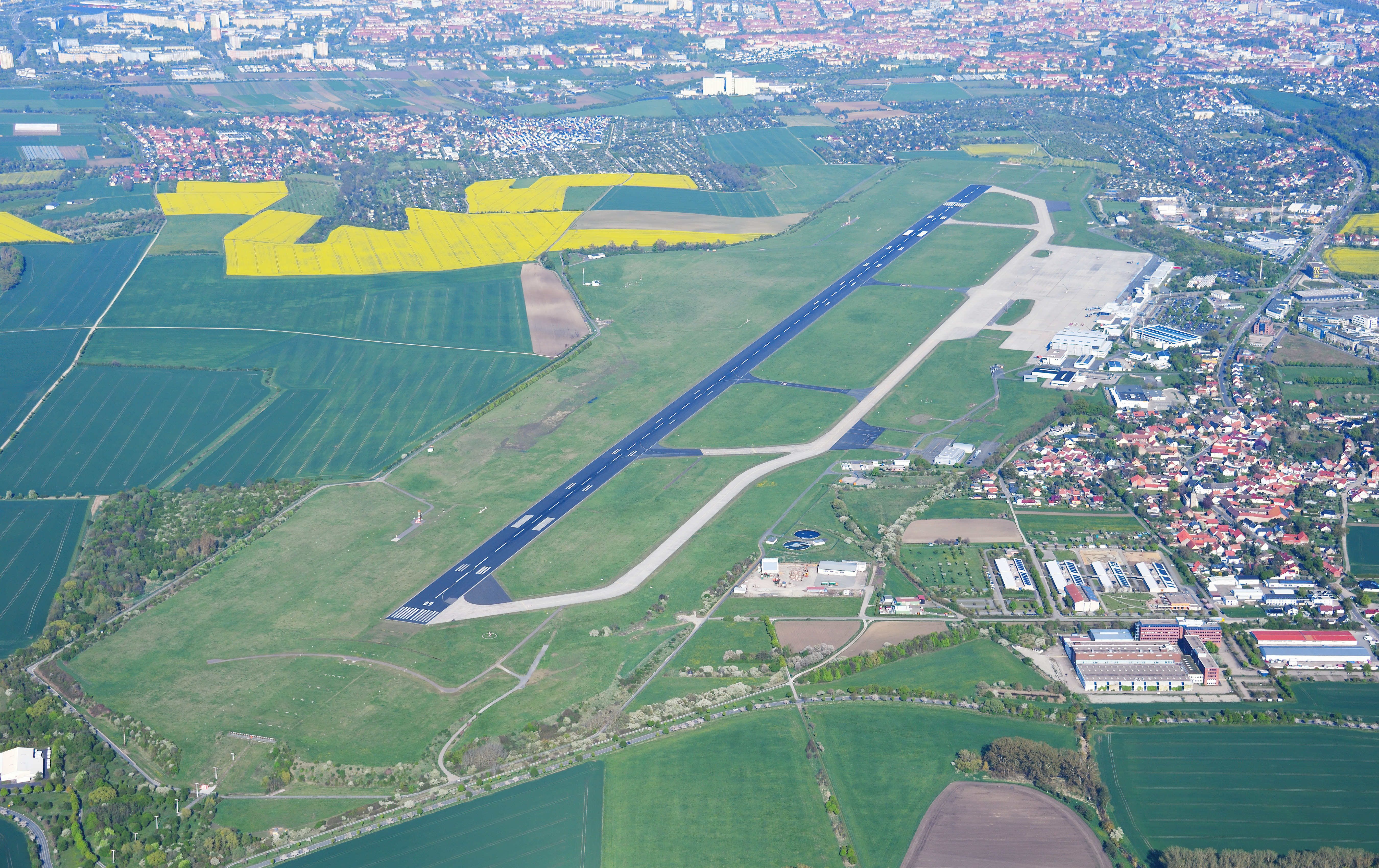
Alacher Höhe (Flughafen Erfurt, Luftbild aus dem Jahr 2025)

Die Alacher Höhe ist eine Hochfläche westlich von Erfurt im Thüringer Becken. 
Die Alacher Höhe ist heute unbewaldet und fällt nach Osten mäßig steil zur Gera, nach Norden zum Tal des Weißbach und nach Süden zum Tal des Schmiraer Bachs ab. Im Westen der Alacher Höhe entspringt die Nesse, womit die Höhe Bestandteil der Elbe-Weser-Wasserscheide ist. Der höchste Punkt der Alacher Höhe liegt bei 328,8 m ü. NN  und damit etwa 150 Meter über der Talsohle des angrenzenden Geratals. Am Rande und auf der Alacher Höhe liegen die Dörfer Alach, Schaderode, Salomonsborn, Marbach und Bindersleben, die allesamt zu Erfurt gehören. Auch der Flughafen Erfurt befindet sich am Rande der Alacher Höhe. Ganz im Südosten reichen ihre Ausläufer bis in die Erfurter Altstadt mit dem Petersberg und dem Domberg.
Die Alacher Höhe hatte auch eine strategische Bedeutung. Im Bereich des heutigen Flugplatzgeländes befand sich eine als Schwedenschanze bezeichnete Befestigungsanlage aus der Zeit des Dreißigjährigen Krieges. Bei Salomonsborn belegt der Flur- und Straßenname Bei der Windmühle eine derartige Mühle. 
Der nordwestlich um Erfurt verlaufende Trassenabschnitt der Bundesautobahn 71 quert die Alacher Höhe in einem weiten Bogen zum Binderslebener Kreuz.
Koordinaten: 51° 0′ 0,5″ N, 10° 55′ 41,2″ O